# Kraftsportverein Esslingen 1894
Der Kraftsportverein Esslingen 1894 e.V., kurz KSV Esslingen, ist ein Sportverein in Esslingen am Neckar mit vielen verschiedenen Sportangeboten, wie zum Beispiel Judo, Fitness, Aikido, Taekwondo, Kinder Sport Academy (KSA).

## Geschichte
Der KSV Esslingen wurde im Jahr 1894 gegründet. In den ersten Jahrzehnten standen Boxen und Ringen im Mittelpunkt des sportlichen Angebots. Seit über 45 Jahren gehört auch Judo zum festen Bestandteil des Vereins. Die Judoabteilung wurde 1952 ins Leben gerufen, drei Jahre vor der Gründung des Württembergischen Judo-Verbandes.
Mit dem Bau der KSV SportArena im Jahr 2004 verbesserten sich die Trainingsbedingungen. In der Folge erzielte die Damenmannschaft des Vereins 2009 den ersten Platz in der Judo-Bundesliga Süd und belegte in den Play-offs den fünften Rang. Die Herrenmannschaft erreichte in der gleichen Saison den zweiten Platz in der Gruppe Süd und sicherte sich bei der Deutschen Meisterschaft die Bronzemedaille. Der Verein nimmt mit insgesamt zwölf Mannschaften an verschiedenen Ligen teil. In Württemberg zählt der KSV Esslingen zu den Judovereinen mit den meisten Erfolgen in den vergangenen fünf Jahrzehnten. Mit über 800 Mitgliedern gehört er zu den größeren Judovereinen in Süddeutschland.
Judo wird von Fachleuten aus Medizin und Psychologie als ganzheitliches Training empfohlen, das körperliche Fitness, Beweglichkeit, Schnelligkeit, Koordination, Konzentration und Selbstdisziplin fördert. Neben Judo bietet der Verein auch weitere Budo-Sportarten wie Tai Chi, Aikido und Taekwondo an, die ebenfalls auf Interesse stoßen.
Das Sportangebot wird ergänzt durch das vereinseigene Fitnessstudio KSV ArenaFitness, das 2005 eröffnet wurde.
Im Jahr 2023 wurde die Judo-Männermannschaft des KSV Esslingen erstmals Deutscher Meister, nachdem sie zuvor achtmal den Vizemeistertitel erreicht hatte. Nach dem Titelgewinn meldete sich der KSV Esslingen für die Saison 2024 von dem Bundesligabetrieb ab, da der Trainer und Teamchef Carsten Finkbeiner aus beruflichen und privaten Gründen nicht mehr in der Lage war, die Aufgabe weiterhin wahrzunehmen.

## Erfolge

### Judo

#### Mannschaft
| Jahr | Ergebnis | Name der Liga             | Quelle |
| ---- | -------- | ------------------------- | ------ |
| 2010 | 3        | 1. Judo-Bundesliga Männer |        |
| 2011 | 2        | 1. Judo-Bundesliga Männer |        |
| 2011 | 5        | 1. Judo-Bundesliga Frauen |        |
| 2011 | 2        | Regionalliga Männer       |        |
| 2011 | 4        | Württembergliga Männer    |        |
| 2011 | 2        | Württembergliga Frauen    |        |
| 2011 | 3        | Bezirksliga Männer        |        |
| 2012 | 2        | 1. Judo-Bundesliga Männer |        |
| 2012 | 7        | 1. Judo-Bundesliga Frauen |        |
| 2012 | 2        | Regionalliga Männer       |        |
| 2012 | 1        | Württembergliga Männer    |        |
| 2012 | 6        | Württembergliga Frauen    |        |
| 2012 | 3        | Bezirksliga Männer        |        |
| 2013 | 2        | 1. Judo-Bundesliga Männer |        |
| 2023 | 1        | 1. Judo-Bundesliga Männer |        |

#### Judoka
| Name         | Ergebnis | Turnier             | Ort    | Jahr |
| ------------ | -------- | ------------------- | ------ | ---- |
| Marie Muller | 9        | Olympischen Spielen | Peking | 2008 |
| Marie Muller | 5        | Olympischen Spielen | London | 2012 |